# 朝鲜总督府铁道Mikani型蒸汽机车
Mikani型（ミカニ）是朝鲜总督府铁道配置的一种采用2-8-2轮式配置的煤水车式蒸汽机车。该款机车与Mikai型（ミカイ）均由朝鲜总督府铁道于1919年由美国订购。

## 概况
20世纪10年代后期，随着朝鲜总督府铁道货运列车牵引定数的提高，使得铁路机车数量出现不够。为了满足货运机车的需求，朝鲜总督府铁道于1919年从美国进口了12辆由鲍尔温机车厂制造的ミカイ型机车和12辆由美国机车公司制造的ミカニ型机车。
这12辆ミカニ型机车于1919年到1938年间的车号号段为ミカニ801-ミカニ812；1938年到第二次世界大战结束期间，12辆机车的车号号段改为ミカニ1-ミカニ12。

## 战后运用情况
第二次世界大战结束后，朝鲜铁道省和韩国铁道厅接收了此款机车。朝鲜铁道省将原鲜铁ミカニ型编为미가두（Migadu），后改为6200系列；韩国铁道厅将原鲜铁ミカニ型编为미카2（Mika2） 。然而各自接收的具体数量不明。
目前已知的一辆原鲜铁ミカニ型机车为ミカニ2。该机车在二战结束后被朝鲜铁道省编为미가두4，但毁于朝鲜战争期间，后被美国陆军带往韩国拆除零件。

## 备注
1. ↑  Byeon, Seong-u.  [韩国铁路车辆100年]. 首尔: 韩国机车车辆技术公司. 1999 （韩语）.
2. 1 2  .   [2018-02-17]. （原始内容存档于2018-01-13）.